# Lokala Nyheter Väst
Lokala Nyheter Väst (tidigare Västnytt och SVT Nyheter Väst) är SVT:s lokala nyhetsprogram för Västsverige. Programmet bevakar 49 olika kommuner i Västra Götalands län. Programmet startade hösten 1972, då under namnet Västnytt som det hade fram till och med april 2015.
Totalt har nyhetsprogrammet ett 40-tal anställda spridda på flera orter. De är antingen redaktörer, videojournalister, fotografer, sändningsteknisk personal eller arbetsledare.
Programmet Landet runt i SVT1 produceras av Lokala Nyheter Väst i Göteborg.

## Historia
Västnytt började sända på prov i januari 1972 och var då främst inriktat på Göteborgsområdet. När programmet återkom den 2 oktober 1972 hade det ett större bevakningsområde som omfattade Göteborgs och Bohus län, Älvsborgs län, Skaraborgs län och Hallands län. Redaktionen låg i det numera rivna tv-huset Synvillan på Delsjövägen i Göteborg.
Sedan sommaren 2007 återfinns redaktionen i det så kallade Kanalhuset vid Lundbyhamnen på Hisingen i Göteborg.
Med tiden etablerades lokalredaktioner i Uddevalla, Mariestad och Halmstad. Redaktionen i Mariestad flyttade till Borås, men lades ned 2008 då man ville satsa på nyheter från Halland. Under 2007 flyttade Hallandsredaktionen från Halmstad till Varberg.
Den 25 februari 2008 började man sända Hallandsnytt som en upplaga av Västnytts huvudsändning enbart för Hallands län baserat på Hallandsredaktionen. Hallandsnytt sändes bara en gång per vardagskväll, övriga sändningar på kvällen och de snart därefter återinförda morgonsändningarna var gemensamma för båda länen.
Den 13 april 2015 genomfördes en större omorganisation av SVT:s lokala nyhetsutbud som innebar att Hallandsnytt blev en självständig nyhetsregion under namnet SVT Nyheter Halland. Västnytt bytte samtidigt namn till SVT Nyheter Väst och skulle därefter huvudsakligen bevaka Västra Götalands län. Inför delningen lämnade Hallandsredaktionen Varberg och flyttade tillbaka till Halmstad.
I augusti 2015 återkom SVT till Borås med en ny lokalredaktion. Den 18 mars 2016 öppnades dessutom en redaktion i Angered.
Sedan den 28 augusti 2017 heter programmet Lokala Nyheter Väst.
Den 28 januari 2019 öppnades på prov en lokalredaktion i Skövde med en reporter.

## Programledare och reportrar
- Jonas Eek, programledare (1972-2009)
- Rolf Gustafsson, programledare (1977-1999)
- Mia Källström, programledare (1981-2007)
- Nils Chöler, programledare
- Lars Aldman, programledare
- Pelle Westman, programledare
- Filip Stiller, programledare (2010)
- Angelica Skånberg, programledare
- Henrik Kruusval, programledare
- Jenny Svensson, programledare
- Chris Forsne, (1996-2009)
- Ida Cliffordson
- Kristina Petersen, programledare
- Bernhard Öhrstedt, programledare
- Anders Ekwing, programledare
- Kicki Hultin, programledare
- Jesper Henke, reporter
- Johanna Andersson, reporter
- Cecilia Vaccari, programledare (2015-)
- Martin Grill, reporter
- Angelica Capitao Patrao, programledare